# Albarico (Venezuela)
Pour les articles homonymes, voir Albarico.
Albarico est la capitale de la paroisse civile d'Albarico de la municipalité de San Felipe dans l'État d'Yaracuy au Venezuela.